# Charlie Williams (angielski piłkarz)
Charles Albert „Charlie” Williams (ur. 19 listopada 1873 w Kent, zm. 1952) – angielski piłkarz i trener. Grał na pozycji bramkarza. Jest pierwszym zawodnikiem grającym na tej pozycji, który zdobył gola.
Williams rozpoczynał swoją karierę w amatorskich klubach Phoenix F.C. oraz Erith F.C. W 1891 roku został zawodnikiem Arsenalu. Przez trzy lata zagrał tam 19 razy, po czym przeszedł do Manchesteru City. To właśnie w tym klubie zdobył pierwszą bramkę w historii zdobytą przez bramkarza. W klubie z miasta Manchester wystąpił w 232 spotkaniach. W 1902 roku został zawodnikiem Tottenham Hotspur. Po trzech latach zmienił barwy klubowe na Norwich City, a zakończył karierę w klubie Brentford.
W 1908 roku został pierwszym selekcjonerem reprezentacji Danii. Po dwóch latach został trenerem duńskiego klubu Boldklubben af 1893. Następnie wyjechał do Francji, gdzie został trenerem Lille OSC. W 1911 Williams wyjechał do Brazylii i został trenerem Fluminense FC. Fluminense prowadził dwukrotnie w latach 1911–1912 oraz 1924-1926. Z Fluminense dwukrotnie wywalczył mistrzostwo stanu Rio de Janeiro – Campeonato Carioca w 1911 i 1924 roku.